# Rukshana Kapali
Rukshana Kapali (newari: रुक्शना कपाली)  (Patan Lalitpur, 1999) és una activista newar que viu al Nepal.
Kapali fa campanyes pels drets intersexuals i LGBT i la protecció de la cultura i la llengua del poble Newar. El seu cas judicial pel que fa al seu dret a identificar-se com a dona en lloc de tercer gènere va ser al Tribunal Suprem del Nepal, i el novembre de 2023 el tribunal li va donar la decisió a favor.

## Biografia
Rukshana Kapali va néixer l'any 1999 a Patan, Nepal. La seva família és Newar i va créixer parlant l'idioma Newar (Nepal Bhasa) a casa en lloc de nepalès. A Kapali se li va assignar el gènere masculí al néixer i, mentre estava a l'escola, va canviar el seu gènere pel femení. Quan va estudiar una llicenciatura en Lingüística i Sociologia al Tri-Chandra Multiple Campus a Katmandú, va tenir dificultats per registrar-se als exàmens a causa del seu canvi de nom i es va convertir en activista pels drets humans i transgènere.
Prenent un enfocament interseccional, Kapali va fer campanya tant sobre qüestions sobre la intersexualitat i LGBT i la protecció de la cultura i la llengua del poble Newar. Va fundar el Queer Youth Group amb altres persones de la vall de Katmandú. Escriu al blog sobre el seu activisme i ha escrit sobre el tema de PoMSOGIESC (People of Marginalised Sexual Orientation, Gender Identity, Gender Expression and Sex Characteristics; Persones d'orientació sexual marginada, identitat de gènere, expressió de gènere i característiques sexuals). Les seves protestes també han estat cobertes per mitjans de comunicació com The Kathmandu Post.
El 2021, Kapali va acudir al Tribunal Suprem del Nepal per reivindicar el seu dret a identificar-se com a dona en lloc de tercer gènere, tal com l'havien obligat les autoritats. El novembre de 2023, el tribunal va dir a Kapali que tenia raó abans de publicar la sentència escrita.
També el novembre de 2023, va aparèixer a la llista 100 dones de la BBC, junt amb Amal Clooney i Michelle Obama.